# Selling the OC
Selling the OC, ou Du soleil à revendre : Orange County au Québec, est une émission de téléréalité américaine diffusée depuis le 24 août 2022 partout dans le monde sur le service Netflix, incluant les pays francophones.
Il s'agit de la troisième émission de la franchise Selling Sunset et d'un spin-off direct de l'émission originale. Elle suit principalement la vie privée et professionnelle d'un groupe d'agents immobiliers travaillant pour l'agence The Oppenheim Group, spécialisée dans la vente de propriétés haut de gamme dans le Comté d'Orange.

## Distribution
| Agent            | Saison     | Saison     | Saison     |
| Agent            | 1          | 2          | 3          |
| ---------------- | ---------- | ---------- | ---------- |
| Alex Hall        | Principale | Principale | Principale |
| Gio Helou        | Principale | Principale | Principale |
| Kayla Cardona    | Principale | Principale | Principale |
| Alexandra Jarvis | Principale | Principale | Principale |
| Alexandra Rose   | Principale | Principale | Récurrente |
| Polly Brindle    | Principale | Principale | Principale |
| Brandi Marshall  | Principale | Principale | Principale |
| Tyler Stanaland  | Principale | Principale | Principale |
| Austin Victoria  | Principale | Principale | Principale |
| Jason Oppenheim  | Principal  | Principal  | Principal  |
| Alexandra Harper |            | Récurrente | Principale |
| Sean Palmieri    | Récurrent  | Récurrent  | Principal  |
| Brett Oppenheim  | Récurrent  | Récurrent  | Récurrent  |
| Lauren Shortt    | Récurrent  | Récurrent  | Récurrent  |

Version française

- Société de doublage : Hiventy (saison 1) et Iyuno France (depuis la saison 2)
- Direction artistique : Mathieu Richer
- Adaptation des dialogues : Christelle Delplanque, Alex Khafi, Laurine Mathieu

## Épisodes

### Saison 1 (2022)
| Première saison (2022) |                             |                     |                   |
| №                      | Titre original              | Titre français      | Date de diffusion |
| ---------------------- | --------------------------- | ------------------- | ----------------- |
| 1                      | Paradise Comes with a Price | Le prix du paradis  | 24 août 2022      |
| 2                      | Them Tables… They Turn      | La roue tourne      | 24 août 2022      |
| 3                      | Testing the Waters          | Se jeter à l'eau    | 24 août 2022      |
| 4                      | A Not So Happy Hour         | Happy hour… ou pas  | 24 août 2022      |
| 5                      | An Off-Market Offer         | Propriété privée    | 24 août 2022      |
| 6                      | Co-listing Chaos            | Un mandat pour deux | 24 août 2022      |
| 7                      | Upping the Ante             | Qui dit mieux ?     | 24 août 2022      |
| 8                      | Turning Tides               | Pas de quartier !   | 24 août 2022      |

### Saison 2 (2023)
| Deuxième saison (2023) |                               |                            |                   |
| №                      | Titre original                | Titre français             | Date de diffusion |
| ---------------------- | ----------------------------- | -------------------------- | ----------------- |
| 1                      | Back on the Market            | De retour sur le marché    | 8 septembre 2023  |
| 2                      | The Elephant in the Office    | La politique de l'autruche | 8 septembre 2023  |
| 3                      | The Ring Collector            | La collectionneuse         | 8 septembre 2023  |
| 4                      | Every Rose Has Its Thorn      | Pas de rose sans épines    | 8 septembre 2023  |
| 5                      | Travel Troubles               | Excédent de bagages        | 8 septembre 2023  |
| 6                      | Rough Waters                  | En eaux agitées            | 8 septembre 2023  |
| 7                      | Sex, Lies, and iPhone Footage | Sexe, mensonges et iPhone  | 8 septembre 2023  |
| 8                      | Closing The Deal              | Affaire conclue            | 8 septembre 2023  |

### Saison 3 (2024)
| Troisième saison (2024) |                             |                                  |                   |
| №                       | Titre original              | Titre français                   | Date de diffusion |
| ----------------------- | --------------------------- | -------------------------------- | ----------------- |
| 1                       | Big Dock Energy             | Des propriétés bien dotées       | 3 mai 2024        |
| 2                       | A Bond-Fire                 | Feu de joie ?                    | 3 mai 2024        |
| 3                       | Offer NOT Accepted          | Entre offre et proposition       | 3 mai 2024        |
| 4                       | High Stakes and Heartache   | Enjeux majeurs et peines de cœur | 3 mai 2024        |
| 5                       | Reactions Have Consequences | De causes à effets               | 3 mai 2024        |
| 6                       | Door's Always Open          | La porte est toujours ouverte    | 3 mai 2024        |
| 7                       | Unfinished Business         | Des comptes à régler             | 3 mai 2024        |
| 8                       | Talk Derby to Me            | Cavalcade                        | 3 mai 2024        |